# ستيفن د. بيندر
ستيفن د. بيندر (بالإنجليزية: Steven D. Binder)‏ هو كاتب سيناريو أمريكي، ولد في 23 يوليو 1971.

## وصلات خارجية
- ستيفن د. بيندر على موقع IMDb (الإنجليزية)
- ستيفن د. بيندر على موقع ألو سيني (الفرنسية)
- ستيفن د. بيندر على موقع قاعدة بيانات الفيلم (الإنجليزية)
- ستيفن د. بيندر على موقع كينوبويسك (الروسية)